# Ján Kuciak

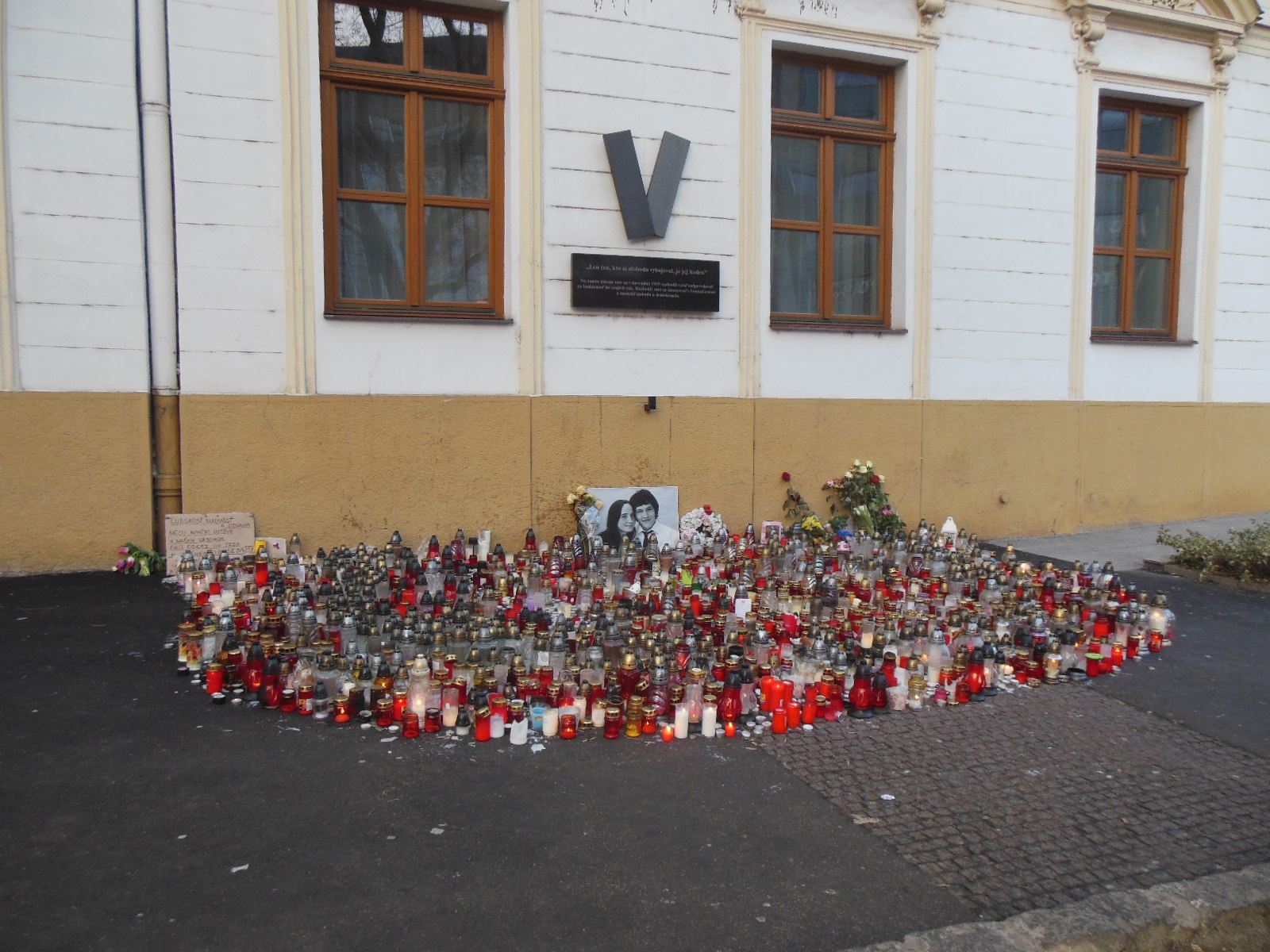
Gedenkstelle für das ermordete Paar am Platz des Slowakischen Nationalaufstandes in Bratislava im März 2018

Ján Kuciak (* 17. Mai 1990 in Štiavnik; † 21. Februar 2018 in Veľká Mača) war ein slowakischer Journalist, der mit seiner Verlobten Martina Kušnírová im Februar 2018 ermordet wurde. Sein Tod löste die Aufdeckung einer Reihe von Verbindungen slowakischer Politiker zu kriminellen Geschäftsmännern und der organisierten Kriminalität aus. Darauf folgende landesweite Proteste führten zu einer politisch-gesellschaftlichen Krise sowie zum Rücktritt des Ministerpräsidenten, des Innenministers und des Polizeichefs.

## Leben
Ján Kuciak absolvierte ein Journalismusstudium an der Philosoph Konstantin-Universität Nitra. Seine laufende Promotion konnte er nicht abschließen. Er wurde 2015 Redakteur des Newsportals aktuality.sk, das zu Ringier Axel Springer Slowakei gehört. Kuciak spezialisierte sich auf die Recherche zu Fällen von Korruption und Steuerdelikten in der Slowakei und berichtete in dem Portal aktuality.sk über diese Fälle.
Im Fokus seiner Recherche standen vor allem prominente Unternehmer. Seinen Recherchen zufolge sollen diese Geschäftsverbindungen zu den zu diesem Zeitpunkt regierenden Sozialdemokraten sowie zur organisierten Kriminalität gehabt haben. Wie auch die auf Malta ermordete Journalistin Daphne Caruana Galizia war Kuciak an der Auswertung der Panama Papers beteiligt, in denen es um Steueroasen geht.
Nach den Recherchen von Kuciak soll Regierungschef Robert Ficos persönliche Assistentin Mária Trošková eine ehemalige Geschäftspartnerin und Lebensgefährtin von Antonino Vadalà gewesen sein. Vadalà wurde in Kuciaks Recherchen als wichtigster Drahtzieher des italienischen Mafia-Netzwerks in der Slowakei identifiziert.
Im Herbst 2017 erhielt Kuciak Drohungen und erstattete daraufhin Anzeige bei der Polizei. Einer der Unternehmer, Marián Kočner, über dessen Geschäfte Kuciak zuletzt recherchiert hatte, drohte ihm öffentlich wegen dieser Berichte: Er wolle ähnliche „Schmutzberichte“ über Kuciak und seine Familie sammeln, wie es der Journalist getan habe.

## Ermordung
Am 21. Februar 2018 wurden Kuciak und seine Verlobte Martina Kušnírová in seinem Haus in Veľká Mača bei Trnava in der Westslowakei erschossen. Am 25. Februar wurde Kuciak tot aufgefunden; er und seine Verlobte wiesen Einschüsse in Brust und Kopf auf. Die Tatzeit blieb zunächst unklar. Die Verlobte von Kuciak hatte sich vier Tage vor dem Fund der Leichen zuletzt bei ihrer Familie gemeldet. Da ihre Mutter sie über Tage nicht mehr erreichen konnte, alarmierte sie die Polizei.

## Ermittlungen und Prozess
Nach dem Mord leitete die Polizei umfangreiche Ermittlungen ein und zog die Nationale Kriminalagentur (NAKA) hinzu. Zur Aufklärung wurde ein spezielles Ermittlerteam eingesetzt; zudem schrieb die slowakische Regierung eine Belohnung in Höhe von einer Million Euro für Hinweise aus, die zu den Tätern führen.
Am 1. März 2018 wurde bekannt, dass die slowakische Polizei mehrere italienische Geschäftsmänner festgenommen hatte. Es gab Durchsuchungen und Festnahmen in mehreren Orten der Slowakei. Die Namen der Männer waren im letzten Artikel von Kuciak aufgetaucht. Die Polizei sprach von einer „italienischen Spur“. Die Unternehmer sollen demnach mit kalabrischen Mafiagruppen, unter anderem mit der ’Ndrangheta, in Verbindung stehen und sich in der Slowakei auf Steuerbetrug und Missbrauch von EU-Förderungen spezialisiert haben.
Die Festgenommenen wurden später alle wieder aus der Untersuchungshaft entlassen.
Am 28. September 2018 nahm die Polizei acht Männer fest. Für drei von ihnen beantragte sie Untersuchungshaft; ihnen werden Mord und andere Verbrechen zur Last gelegt. Zunächst wurde an einen schnellen Ermittlungserfolg geglaubt; später verdichteten sich Hinweise, dass der Mord von Personen aus Politik und Behörden gedeckt wurde. Eine der verdächtigten Verhafteten, Alena Zsuzsová, soll den Mordauftrag vermittelt haben und viele Indizien deuten auf den Geschäftsmann Marián Kočner als Auftraggeber. Kočner wurde im Juni 2018 wegen mehrerer Wirtschaftsdelikte in Untersuchungshaft genommen.
Im Herbst 2018 gab der ehemalige Geheimdienstmitarbeiter Péter Tóth als Zeuge an, er habe Kuciak im Auftrag von Kočner beschattet. Aus der Datenbank der slowakischen Polizei wurden die Personaldaten von Ján Kuciak einige Monate vor dessen Ermordung von einem Polizeimitarbeiter abgerufen. Dies geschah laut slowakischen Medien auf Anordnung des damaligen Polizeichefs Tibor Gašpar, was er bestritt. Gašpar musste wegen der Affäre um die Hintergründe des Mordes in seiner Funktion als Berater der damaligen Innenministerin Denisa Saková zurücktreten.
Im April 2019 soll nach slowakischen Medienberichten ein ehemaliger Soldat gestanden haben, Kuciak erschossen zu haben. Ende September 2019 wurden die Ermittlungen abgeschlossen. Vier Personen wurden als tatverdächtig ermittelt: der ehemalige Polizist Tomáš Szabó, der ehemalige Soldat Miroslav Marček, der Unternehmer Zoltán Andruskó und die Dolmetscherin Alena Zsuzsová.
Am 21. Oktober 2019 erhob die slowakische Staatsanwaltschaft Anklage gegen vier Tatverdächtige, darunter Marián Kočner als mutmaßlichen Auftraggeber. Mit dem geständigen Mittäter Zoltán Andruskó empfahl die Staatsanwaltschaft eine gesonderte Einigung. Der Kronzeuge unterzeichnete eine Vereinbarung mit der Staatsanwaltschaft und wurde am 30. Dezember 2019 zu 15 Jahren Haft verurteilt. Es wird ihm zur Last gelegt, gegen Bezahlung den Auftragsmord vermittelt zu haben.
Am 19. Dezember 2019 fand vor einem Sondergericht in Pezinok eine Vorverhandlung gegen die anderen mutmaßlichen Täter statt, bei der der Senat des Gerichts die Anklageschrift annahm und den Beginn der Hauptverhandlung auf den 13. Januar 2020 festlegte.
Beim Beginn der Hauptverhandlung gestand der Angeklagte Miroslav Marček nach Verlesung der Anklageschrift die Tat. Gemeinsam mit seinem Cousin Tomáš Szabó, der ihn zum Tatort gefahren habe, habe er für den Auftragsmord 35.000 bis 40.000 Euro bekommen. Die drei anderen Angeklagten bekannten sich nicht schuldig, lediglich Kočner räumte unerlaubten Waffenbesitz ein. Am 6. April 2020 verurteilte das Gericht in Pezinok Miroslav Marček wegen Mordes zu 23 Jahren Haft. Wegen der Schwere des Verbrechens beharrte die Staatsanwaltschaft jedoch auf der Höchststrafe und legte Berufung ein. Im Berufungsverfahren verurteilte das oberste Gericht Marček am 2. Dezember 2020 zu 25 Jahren Gefängnis.
Am 3. September 2020 wurde Tomáš Szabó, der den Todesschützen zu Kuciaks Haus gefahren hatte, der Beteiligung am Mord schuldig gesprochen und zu 25 Jahren Haft verurteilt.
Kočner wurde wegen illegalen Waffenbesitzes zu einer Geldbuße von 5.000 Euro verurteilt. Vom Vorwurf der Beteiligung am Mord wurden er und Alena Zsuzsová jedoch „aus Mangel an Beweisen“ freigesprochen. Die Staatsanwaltschaft hatte 25 Jahre Haft für sie gefordert und legte gegen das Urteil Berufung ein. Am 15. Juni 2021 hob der Oberste Gerichtshof der Slowakei die Freisprüche gegen Marián Kočner und Alena Zsuzsová auf. Das Gericht kam zu dem Schluss, dass das Strafgericht „mehrere Fehler“ begangen habe und der Prozess neu aufzurollen sei.
Das Sondergericht für Organisierte Kriminalität in Pezinok sprach Kočner am 19. Mai 2023 erneut von dem Vorwurf frei, die Ermordung Kuciaks und seiner Verlobten in Auftrag gegeben zu haben. Es sah die Beweise gegen Kočner als unzureichend an. Dagegen wurde die Mitangeklagte Alena Zsuzsová zu 25 Jahren Gefängnis verurteilt. Die Urteile sind noch nicht rechtskräftig.

## Reaktionen nach der Ermordung

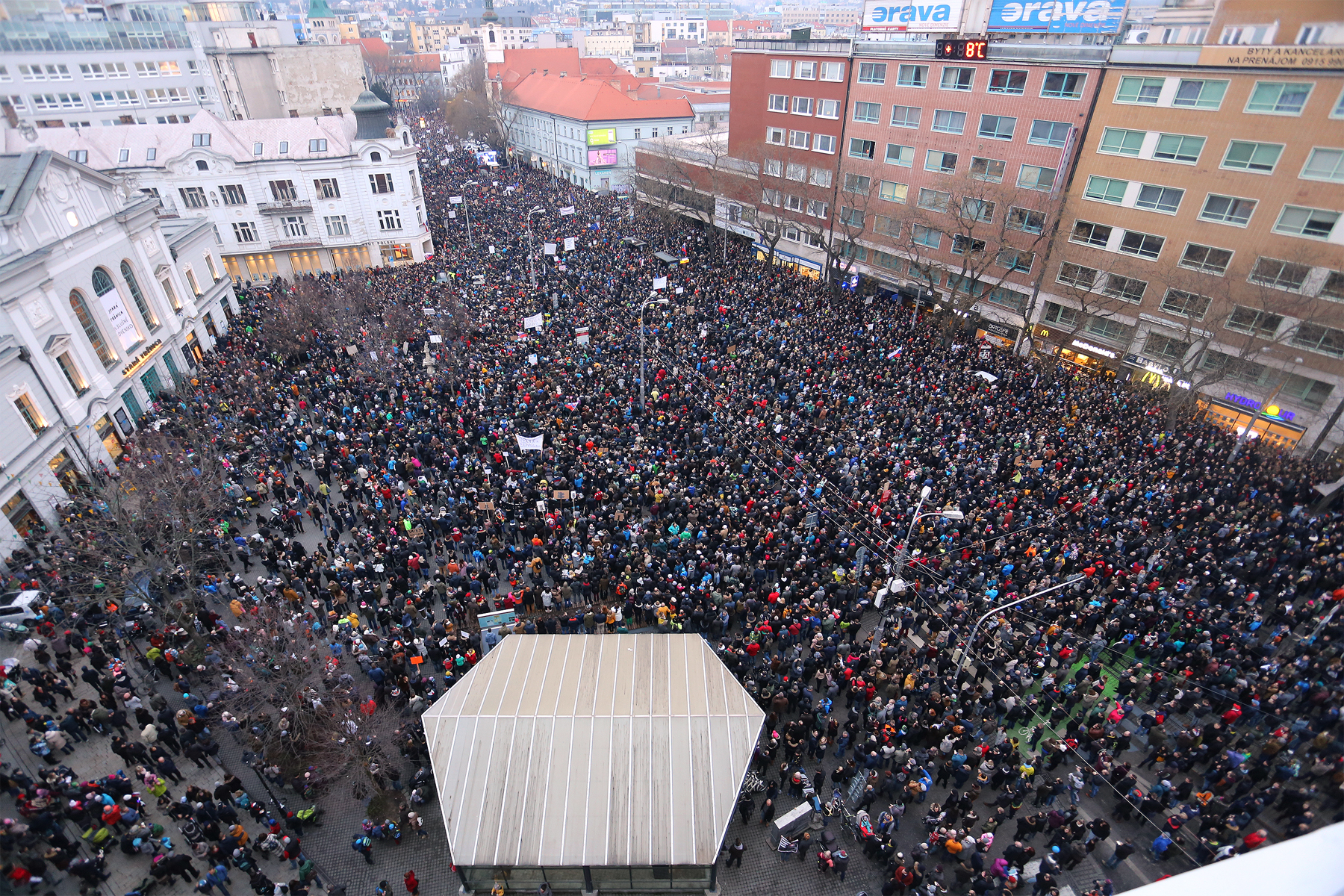
Demonstration in Bratislava am 9. März 2018

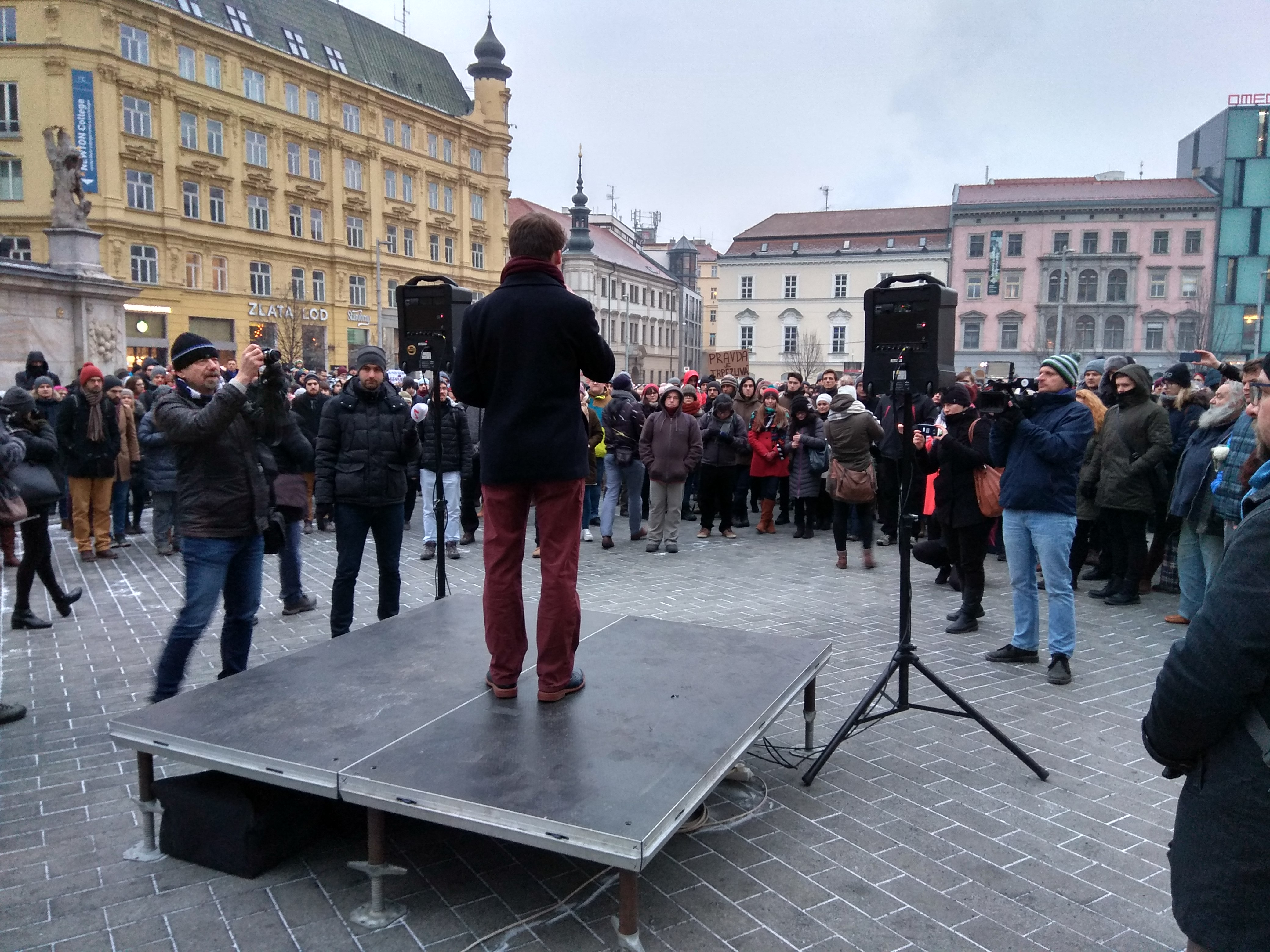
Gedenkmarsch für Ján Kuciak und seine Verlobte in Brünn am 2. März 2018

Politiker der slowakischen Regierung und Opposition äußerten sich bestürzt und forderten Aufklärung. Der tschechische Christdemokrat Marian Jurečka appellierte an die politischen Repräsentanten seines Landes Tschechien, eine sorgfältigere Wortwahl an den Tag zu legen. Der tschechische Präsident Miloš Zeman hatte mit seinem russischen Kollegen Wladimir Putin „gescherzt“, dass Journalisten liquidiert werden sollten. Die Worte waren nach Medienberichten im Mai 2017 am Rande eines Peking-Besuchs der beiden Politiker gefallen. Die Folgen sehe man, so Jurečka, nun in der Slowakei in der Praxis.
Mehrere slowakische Medien haben posthum Kuciaks letzte, unvollständig gebliebene Reportage veröffentlicht. Darin thematisierte er Verbindungen der Mafia bis ins Büro des sozialdemokratischen Regierungschefs Robert Fico. Am 27. Februar 2018 brannte es laut Tageszeitung Sme im Finanzamt von Košice. Es wird vermutet, dass dabei Unterlagen verbrannt sind, auf die sich Kuciak stützte. Robert Fico bot eine Belohnung von 1 Mio. Euro für Hinweise zur Ergreifung der Täter. Gleichzeitig war er jedoch für scharfe Kritik an Medien bis hin zu Beschimpfungen von Journalisten insbesondere der Zeitungen Sme und Pravda bekannt. Laut ORF.at hatte Kuciak sich bei seinen Recherchen auf mutmaßliche Mitglieder der ’Ndrangheta im Osten der Slowakei, auf Steuerbetrug mit fingierten Rechnungen und auf Betrügereien mit EU-Förderungen spezialisiert. Verbindungsleute der mafiösen Organisation seien bereits im Büro des Ministerpräsidenten anzutreffen. Der politische Analyst Grigorij Mesežnikov erwartet, dass der Mord und „seine möglichen Verbindungen zur slowakischen Politelite“ ein „politisches Erdbeben“ auslösen könne.
Am 28. Februar 2018 trat Kulturminister Marek Maďarič (SMER) zurück. Bereits zuvor galt er als parteiinterner Kritiker, der eine Verfilzung von Politik und Geschäftswelt kritisierte. Im Dezember 2017 hatte er bereits seine Funktion als einer der stellvertretenden Parteichefs der sozialdemokratischen Regierungspartei von Ministerpräsident Robert Fico aufgegeben und mehrfach in Interviews Ficos erstem Stellvertreter – Innenminister Robert Kaliňák – den Rücktritt nahegelegt. Dieser stehe im Verdacht, Geschäftsbeziehungen zu mutmaßlichen Steuerbetrügern zu unterhalten, gegen die der ermordete Journalist Kuciak recherchierte. Die Partei Most–Híd, die zu Robert Ficos Drei-Parteien-Koalition gehört, kündigte an, über ein Ende der Zusammenarbeit zu beraten. Most–Híd hatte wegen des Mordes an Kuciak ebenfalls den Rücktritt von Innenminister Robert Kaliňák gefordert. Kaliňák trat schließlich am 12. März 2018 zurück. In den Tagen zuvor hatten zehntausende Bürger in Bratislava und anderen Städten demonstriert und Kaliňák sowie Fico zum Rücktritt aufgefordert.
Die beiden Morde schreckten auch die Europäische Union auf. EU-Kommissar Günther Oettinger sagte in einem Zeitungsinterview, er halte es für möglich, dass EU-Zahlungen an die Agrarwirtschaft „für kriminelle Zwecke missbraucht“ worden seien. „Wir werden in ein paar Wochen Klarheit über die Finanzströme und einen möglichen Missbrauch haben.“ Auch das Europäische Parlament sollte sich nach dem Willen des Chefs des Auswärtigen Ausschusses im EU-Parlament, David McAllister (CDU), mit dem Fall befassen. Er forderte von den slowakischen Behörden eine Aufklärung des Falls und eine Bestrafung der Täter.
Der slowakische Staatspräsident Andrej Kiska sieht eine umfassende Regierungsumbildung oder Neuwahlen als erforderlich an, um die entstandene politische Krise zu lösen und das Vertrauen der Bevölkerung wieder zu erlangen.
Am 12. März 2018 erklärte Innenminister Kaliňák seinen Rücktritt.
Der Forderung nach Neuwahlen schloss sich am 12. März auch Most–Híd, die kleinste der drei regierenden Koalitionsparteien, an. Die Oppositionspartei SaS brachte einen Misstrauensantrag gegen die Regierung Fico im Parlament ein, über den am 19. März abgestimmt werden sollte. Am 14. März 2018 bot Fico selbst seinen Rücktritt an, der am nächsten Tag von Staatspräsident Kiska angenommen wurde.
Ebenfalls im März 2018 nahm die slowakische Polizei Antonino Vadalà fest, den sie bereits kurz nach dem Doppelmord verhaftet und dann wieder freigelassen hatte. Grundlage war diesmal ein europäischer Haftbefehl. Ihm wurden Drogenhandel und organisierte Kriminalität vorgeworfen.
Im Laufe der Ermittlungen stießen die Ermittler zufällig auf neues Beweismaterial über eine Bestechungsaffäre aus den Jahren 2005 und 2006, die in der Slowakei 2011 als Causa „Gorilla“ bekannt wurde. Dabei ging es um Schmiergeldzahlungen an Politiker und hohe Verwaltungsbeamte im Gegenzug für öffentliche Aufträge. Die Beteiligten hatten damals alle Vorwürfe bestritten und angebliche Gesprächsprotokolle als Fälschungen bezeichnet. Nun wurde in der Wohnung von Marián Kočner ein USB-Stick mit 39 Stunden Tonaufnahmen der betreffenden Gespräche gefunden. Kočner soll die Aufnahmen von einer unbekannten Person gekauft und danach mit hohem Gewinn an einen damals Beschuldigten weiterverkauft haben. Die Aufnahmen wurden Mitte Oktober 2019 anonym der Presse zugespielt und sorgten für Empörung in der Bevölkerung. Die Präsidentin der Slowakei Zuzana Čaputová erklärte die „Gorilla“-Affäre zum „Symbol der politischen Korruptheit einer ganzen Generation“.
Im September 2019 trat die Justizstaatssekretärin Monika Jankovská zurück; ihr wurde vorgeworfen, für Bestechungsgelder Justizverfahren gegen Marián Kočner behindert zu haben. Auch mehrere Richter und Staatsanwälte verloren aufgrund mutmaßlicher Zusammenarbeit mit Kočner ihre Posten. Am 7. November 2019 trat Parlamentsvizepräsident Martin Glváč zurück und kam damit einer drohenden Amtsenthebung zuvor, die von der Opposition wegen Glváčs angeblicher enger Verbindungen zu Kočner vorbereitet wurde. Glváč bestreitet allerdings, Kočners Betrugs- und Korruptionsaktivitäten unterstützt zu haben, und sieht sich als Opfer politischer Intrigen und gefälschter Dokumente.
Am 16. Januar 2020 wurde der frühere Generalstaatsanwalt Dobroslav Trnka festgenommen. Ihm wird vorgeworfen, Kočner jahrelang vor Strafverfolgung geschützt zu haben.
Im März 2020 wurden mehrere Personen festgenommen, darunter 13 hochrangige Richter, die ehemalige Justizstaatssekretärin Monika Jankovská und die stellvertretende Vorsitzende des Obersten Gerichtshofs. Gegen die Verhafteten besteht der Verdacht der Korruption, des Amtsmissbrauchs, der Vereitelung von Gerichtsverfahren und der Gefährdung der Unabhängigkeit der Justiz. Im September 2020 wurden drei weitere Richter wegen Korruptionsverdachts festgenommen. Jankovská gestand im November 2020, für Kočner Gerichtsverfahren beeinflusst zu haben, bestritt aber den Vorwurf, dafür Geld angenommen zu haben.
Über den ehemaligen Polizeipräsidenten Tibor Gašpar und weitere ehemalige hochrangige Polizisten wurden im November 2020 Untersuchungshaft verhängt, da das Gericht die Gefahr der Zeugenbeeinflussung gegeben sah.

## Wirkung und Gedenken
Am 3. Mai 2018 zeichnete der Axel-Springer-Verlag Kuciak postum mit einem Sonderpreis bei der Verleihung des Axel-Springer-Preises für junge Journalisten aus. Kuciaks Schwester Mária und weitere Journalisten von aktuality.sk nahmen den erstmals verliehenen Preis stellvertretend entgegen.
Das Europaparlament schickte eine Delegation in die Slowakei, um den Fall zu untersuchen. Das Delegationsmitglied Ingeborg Gräßle sieht ein Hauptproblem in der Struktur des Landbesitzes, die es der slowakischen und italienischen Mafia leicht mache, EU-Agrarsubventionen zu ergaunern. Ján Kuciak komme das Verdienst zu, die systematische Erpressung der Landwirte an die Öffentlichkeit gebracht zu haben.
Zum einjährigen Todestag von Ján Kuciak am 21. Februar 2019 nahmen in Bratislava und mehr als 30 weiteren Städten des Landes tausende Menschen an Gedenkveranstaltungen teil. Vor der Botschaft der Slowakischen Republik in Berlin hielten das Europäische Zentrum für Presse- und Medienfreiheit (ECPMF) und Reporter ohne Grenzen (ROG) eine kurze Gedenkveranstaltung ab und forderten die slowakischen Behörden zur Ahndung des Mordes auf.
Kuciak wurde 2019 postum mit dem George-Weidenfeld-Sonderpreis für mutige Recherche ausgezeichnet.

## Dokumentation
- Matt Sarnecki: Tödliche Recherchen – Der Mord an Ján Kuciak. In: Arte, WDR 2022, 90 Min, verfügbar bis 3. Mai 2024.
- Linn Schütze, Leonie Bartsch: Tödliche Recherche: Ein Journalist gegen die Elite. In: Hörpodcast Mord auf Ex, 14. Juli 2024, 97 Min.